# 렘피스트
렘피스트는 대한민국의 음악 그룹이다. 2020년 싱글 앨범 [INSANE]으로 데뷔했다.

## 방송
- 락쿵 (2022) - Top47

## 음반
- girls dont like rock (2021)
- She's un-official (2021)
- #rockstar (2022)
- Modern Vampire (2023)
- Phase 1 (2024)

## 공연
- vs LOTUS : 百鬼夜行 (2023)
- 2024 노머시 업라이징 (2024)